# Eisenbahnunfall von Loitsch
Beim Eisenbahnunfall von Loitsch explodierte am 1. Oktober 1917 im Bahnhof von Loitsch (heute: Logatec, Slowenien) an der Österreichischen Südbahn ein Munitionstransport. 34 Menschen starben.
Im Bahnhof von Loitsch waren neun Güterwagen abgestellt, die 90 Tonnen Geschützmunition, in Kisten verpackt, transportierten. Um 13:30 Uhr explodierte die Munition aus unbekannter Ursache. 34 Menschen starben, 75 weitere wurden verletzt. Bahnanlagen und Gebäude im Umfeld sowie 53 Güterwagen wurden zerstört, weitere beschädigt. Der folgende Brand konnte erst nach drei Tagen gelöscht werden.